# Романов Роман Іванович
Романов Роман Іванович — останній сумський полковник.

## Дані
Народився у  другій половині вісімнадцятого століття. Його батько Іван Романов, був полковник обозним у 1732-1736 роках. Точних данних про нього нажаль нема, відомо тільки те що після Степана Кондратьєва полковником став. Але тоді полк був уже майже розформований і його правління було умовне. Саме при ньому у 1765 році і був знищений Сумський полк. Подальша інформація про нього відсутня.